# Charpentieria vulcanica
Charpentieria vulcanica is een slakkensoort uit de familie van de Clausiliidae. De wetenschappelijke naam van de soort is voor het eerst geldig gepubliceerd in 1860 door Benoit.